# Volkstheater
Der Begriff Volkstheater geht auf das 18. Jahrhundert zurück und bezieht sich ursprünglich auf Theater für das Volk im Sinne des Dritten Standes. Nach dem Literaturwissenschaftler Jürgen Hein gibt es Volkstheater als „Intention“ (nämlich Theater für das Volk zu machen) oder als „Institution“ (also als „Haus“, privatwirtschaftliches Unternehmen oder öffentliche Einrichtung). Ein weiterer Begriff des Volkstheaters steht für Laientheater (griech. laikós = zum Volk gehörig), wie es das mittelalterliche Theater mehrheitlich war.

## Volkstheater als Gattung

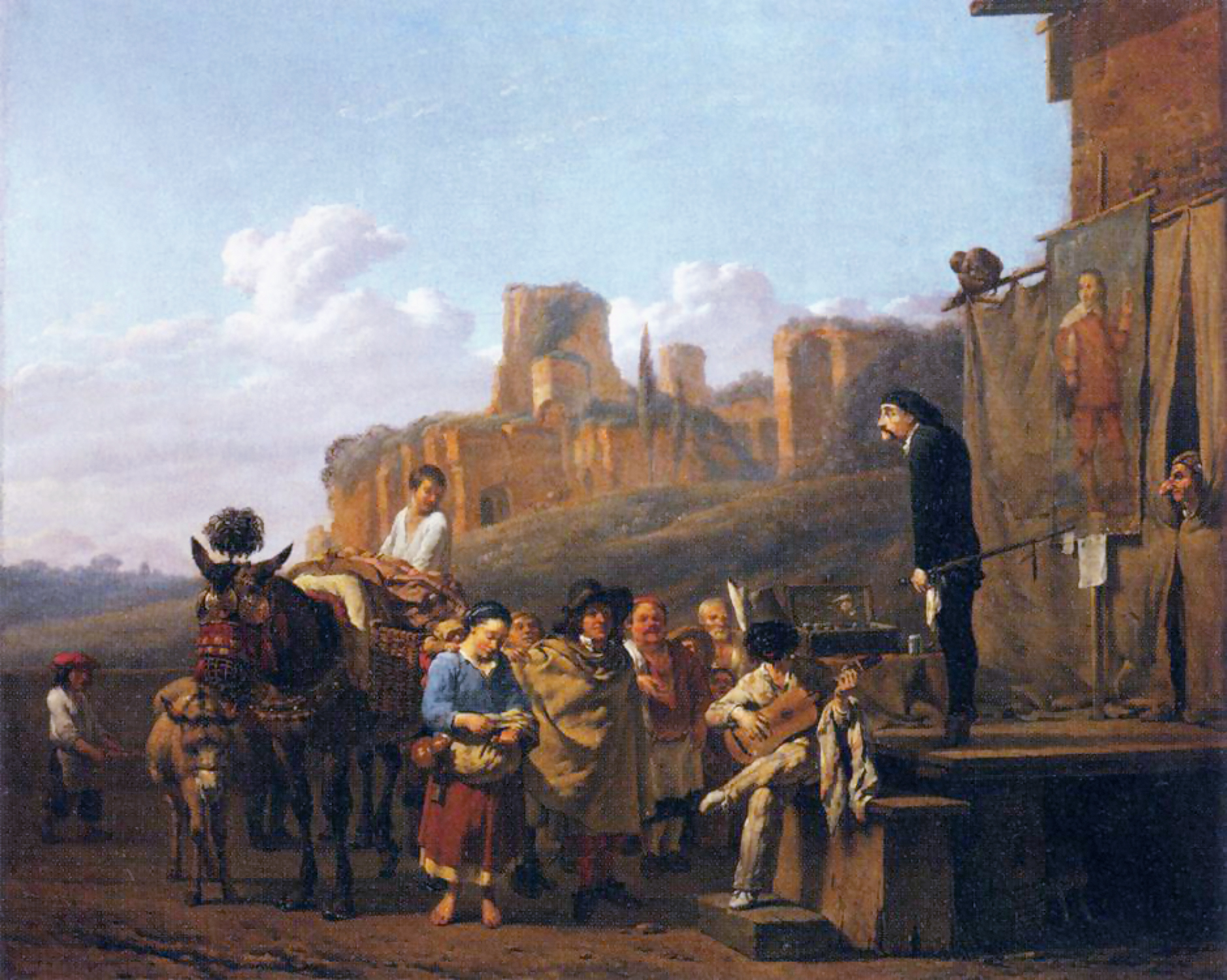
Karel Dujardin: Commedia dell’Arte, 1657. – Bis zum 18. Jahrhundert war Volkstheater überwiegend improvisiert und fand im Freien oder in Schaubuden statt.

### Definitionen
Von Volkstheater als Theatergattung wird im Gegensatz zum Hoftheater gesprochen (erstmals von Johann Wolfgang Goethe um 1825). Es umfasst Theaterformen, die sich bis 1918 außerhalb der höfischen Institutionen befanden und hauptsächlich für ein nichtadeliges Publikum gedacht waren. In der Regel war es das privatwirtschaftliche Theater im Gegensatz zum höfisch oder staatlich subventionierten.
- Ein älterer Begriff des Volkstheaters bezeichnet das Theater eines städtischen Bürgertums, das sich gegen höfische Theaterformen richtet. Ihm liegt ein Verständnis von Volk als Dritter Stand zu Grunde.
- Ein mittlerer Begriff des Volkstheaters, der in der zweiten Hälfte des 19. Jahrhunderts aufkommt, richtet sich vorderhand gegen ausländische, fremdsprachige Einflüsse und versucht dadurch, die internen sozialen Konflikte während der Auflösung der Ständeordnung zu entschärfen oder zu überdecken. Ihm kommt der Begriff des Volks als Nation entgegen.
- Ein neuerer Begriff des Volkstheaters, der etwa um 1900 entsteht, richtet sich gegen das wohlhabende städtische Bürgertum und stellt ihm die Anliegen der Arbeiter und Bauern entgegen. Es setzt das Volk ungefähr gleich mit dem Proletariat.
- Eine nationalsozialistische Definition sieht das Volkstheater seit den 1930er Jahren als Ausdrucksform einer legitimen Abstammung, versteht Volk also nicht als Gesellschaftsklasse, sondern als rassische Gemeinschaft.

Die Hoftheater hatten der Ständeklausel gemäß ein Privileg auf die Tragödie. Die soziale Grundproblematik des Volkstheaters im 18. und noch im 19. Jahrhundert war, dass in ihm „groteske“ Figuren auftraten im Unterschied zu den noblen des Hoftheaters, also untreue, ungehobelte, lächerliche „Typen aus dem Volk“, mit denen sich das zivilisierte Volk nicht mehr unbedingt identifizieren konnte. Daraus entwickelten sich im deutschen Sprachgebiet zwei Strategien, um das Volkstheater aufzuwerten: Entweder man wertete nichthöfische Merkmale wie den Dialekt selbstbewusst auf, wie es in Großbritannien üblich war, oder man verfeinerte die grotesken Figuren zu „schlichten“ bürgerlichen wie im Lustspiel des 19. Jahrhunderts (Eduard Bauernfeld) und ließ etwa die Volkssänger im Frack auftreten statt mit der Narrenkappe.
Eine Gegenbewegung gegen diese Verfeinerung geschah im Bauerntheater, das von der Stadt aufs Land zurückwirkte: Während man auf dem Land bis ins 19. Jahrhundert hinein das Ausländische und Städtische für etwas Besseres hielt und bevorzugte, akzeptierte man ländliche Figuren als etwas Eigenes und „Volkstümliches“, sobald es sie im städtischen Theater gab wie bei Ludwig Anzengruber.

### Geschichte
„Volkstheater“ ist bis zur Mitte des 19. Jahrhunderts nicht inhaltlich festgelegt. Es ist all das, was bei der breiten Masse Anklang findet. Die bekanntesten und ältesten Formen des neuzeitlichen europäischen Volkstheaters sind die Commedia dell’arte und das Puppenspiel. Volkstheater kann improvisiert sein (Stegreifkomödie) oder schriftlich fixiert (Volksstück). Meist war es eine Mischung aus Textvorlage und Improvisation wie bei den Haupt- und Staatsaktionen. Die zunehmende Literarisierung war ein Gebot der Zensur, die das Aufgeführte damit besser kontrollieren konnte.
In London gab es bereits im 17. Jahrhundert die privatwirtschaftlichen Patent Theatres und damit nicht den Kampf zwischen höfischem Privileg und privater Initiative, der die Geschichte des kontinentaleuropäischen Theaters bestimmt. Im 18. Jahrhundert bildeten die Schaubuden des Pariser Jahrmarktstheaters und später die Boulevardtheater am Boulevard du Temple Vorbilder für das kontinentaleuropäische Volkstheater, denen im deutschen Sprachgebiet die Wiener Vorstadttheater und später etwa das Königsstädtische Theater Berlin folgten.
Vom 16. bis zur Mitte des 19. Jahrhunderts gab es die Tradition der Parodien und Travestien, in denen höfisches Verhalten grotesk verfremdet und dadurch verspottet wurde. Seit der Emanzipation des Volkstheaters im 18. Jahrhundert versucht sich allerdings ein Bildungsbürgertum trotz seiner geringen Herkunft an höfische Theaterformen anzulehnen (Johann Christoph Gottsched) und sich mit diesem „Geistesadel“ vom niederen Volkstheater abzugrenzen.
Das Volkstheater profitierte von den Idealen der Romantik seit etwa 1800, die in Volksmärchen oder im „Volksgeist“, der sich darin ausdrücke, eine Art kulturelle Offenbarung sah. Dadurch wurden die traditionellen vulgären und satirischen Stoffe des populären Theaters verharmlost oder zurückgedrängt, und die rührenden und märchenhaften bekamen Aufwind.
Das volkstheatralische Gegenstück zur aristokratischen Komödie war die Posse, als Gegenstück zur Tragödie entstand am Ende des 18. Jahrhunderts das Melodram. Außerdem formierten sich die Pantomime als Gegengattung zum höfischen Ballett und der Zirkus. Viele Varianten des Volkstheaters haben einen starken Musikanteil wie Vaudeville, Singspiel, Opéra comique. Wien war die größte Stadt im deutschen Sprachgebiet, daher war sie ein Zentrum des Volkstheaters. Die Stücke, die hier um 1800 herum aufgeführt wurden, fasst man unter dem Begriff Alt-Wiener Volkstheater zusammen. Im 19. Jahrhundert entwickelten sich neue Formen wie Varieté, Schwank, Operette, Revue.
Mit dem Fall der Theaterprivilegien um 1850 herum entstanden europaweit viele kleinere populäre Veranstaltungsorte wie die Music Halls und Singspielhallen, in denen sich der Hauptteil der populären Unterhaltung bis zum Siegeszug der Kinos abspielte.
Mancherorts wurde erst von Volkstheater gesprochen, als man es für verloren hielt. Im Gegenzug zur urbanen Unterhaltungskultur entstand seit der Mitte des 19. Jahrhunderts ein „volkstümliches“ Theater, das sich als Traditionspflege mit ländlichen oder betont lokalen Themen verstand. Seit dem Nationalismus Ende des 19. Jahrhunderts wurde der Begriff Volkstheater oft ideologisch verstanden, und es wurde als politische Tribüne genutzt, im Sinne einer ausgeprägt rechten oder linken politischen Einstellung (wie von Adam Müller-Guttenbrunn oder später Bertolt Brecht).
Eine neutralere Bezeichnung für Volkstheater ist „populäre Dramatik“. Als Massenunterhaltung hat sie sich im 20. Jahrhundert vom Theater auf andere Medien wie Film und Fernsehen verlagert.

## Institutionen
Institutionen mit dem Namen Volkstheater, die sich nicht mehr unbedingt einer Gattung des Volkstheaters widmen, sind heute das Théâtre National Populaire in Villeurbanne (früher in Paris), das Volkstheater in Wien, das Münchner Volkstheater, das Rostocker Volkstheater und das Theater Lindenhof in Melchingen, das auch Dialektbühne ist. Volkstümliche Theater (oft auch Dialektbühnen) sind das Ohnsorg-Theater in Hamburg, das Millowitsch-Theater in Köln, das Volkstheater Geisler in Lübeck sowie das Deutsch-Sorbische Volkstheater in Bautzen, das Chiemgauer Volkstheater, das Volkstheater Frankfurt, das Neu-Isenburger Mundart-Ensemble und der Mondpalast von Wanne-Eickel in Herne.
Gefördert wird die Gattung des volkstümlichen Theaters unter anderem durch den für den gesamten deutschen Sprachraum ausgeschriebenen Landespreis für Volkstheaterstücke des Landes Baden-Württemberg und den Berner Volkstheaterpreis.

### Theatername
Den Namen Volkstheater tragen folgende Institutionen:
- Deutsch-Sorbisches Volkstheater, Bautzen
- Theater des Volkes, Berlin
- Volkstheater Frankfurt
- Volkstheater Millowitsch, Köln
- Volkstheater Geisler, Lübeck
- Münchner Volkstheater
- Actien-Volkstheater, München
- Chiemgauer Volkstheater, Tourneetheater mit Sitz in Riedering
- Volkstheater Rostock
- Kleines Volkstheater Trier
- Volkstheater (Stuttgart)
- Volkstheater (Wien), ehemals Deutsches Volkstheater